# Чежари
Чежари (на словенски: Čežarji) е село в Словения, Обално-крашки регион, община Копер. Според Националната статистическа служба на Република Словения през 2002 г. селото има 447 жители.